# Església de la Mare de Déu de l'Assumpció (Biar)
L'església parroquial de la Mare de Déu de l'Assumpció de la població de Biar (Alt Vinalopó, País Valencià), sub invocatione Assumptionis Beatae Mariae Virginis, com era costum al S. XIII, és un edifici religiós construït a cavall dels segles XV i XVI en estil gòtic i renaixentista i ampliat a finals del segle xvii amb la capella de la Comunió i el presbiteri, d'estil barroc.

## Arquitectura
L'església parroquial de Biar és al centre del poble, dominant la plaça de la Constitució. És d'origen medieval i d'estil gòtic principalment, però amb modificacions posteriors. És d'una sola nau amb capelles entre els contraforts i capçalera poligonal de cinc costats. La nau té cinc trams i es cobreix amb volta de creueria i el presbiteri ho fa amb una volta de vuit nervis units en una única clau de volta. L'església es va acabar ja en el segle xvi amb la portada renaixentista de 1519 i relacionada formalment amb la Puerta de las Cadenas de la Catedral de Múrcia.
La capella de la Comunió es realitzà a finals del segle xvii seguint models de Juan Pérez Castiel, la seua planta és de creu grega amb braços curts i coberta per una cúpula sobre petxines. La capella està decorada amb una bigarrada ornamentació a base de guixeries i frescos. Destaca l'entorn urbà de la mateixa per trobar-se adossada als peus de l'església. En el segle xviii l'església es va recobrir amb estucs seguint el gust estètic del moment. Actualment aquesta decoració només es conserva a les capelles laterals i a la capçalera, mentre que la nau es va tornar al seu estil original en 1964.
A l'exterior de l'església destaca la façana, als peus del temple, on es troba la portada renaixentista. Aquesta té dos cossos organitzats amb dobles registres de pilastres a cada costat, divisió d'altures amb entaulament, porta allindanada i timpà amb arcs de mig punt; mostrant així un acostament al lèxic clàssic renaixentista (encara que molt decorativista). No obstant la seua moguda planta trapezoïdal, l'atrompetament central o extrems a manera de boques curvilínies, amb columnes que provoquen una mena d'ordre sencer en propagar les seues formes cilíndriques a pedestals i entaulaments, fan que tota l'armadura organitzativa de la façana siga pròpia de les estructures gòtiques. Pel que fa a la decoració, desenvolupa una dualitat entre motius gòtics i motius propis del Renaixement, d'allò que és nou i allò tradicional. Aquesta decoració consisteix en veneres i petxines, fornícules, putti, canelobres, balustrades, llorer, grotescos, candelieri, dentells, acants, camafeus, caps de guerrers o capitells italianitzants entre d'altres, però el seu programa iconogràfic encara segueix la tradició medieval (amb el tema de la Mare de Déu com a Corredemptora de la Salvació, amb escultures i relleus de temàtica religiosa: Assumpció de la Mare de Déu entre àngles músics, l'Adoració dels pastors i dels Reis Mags, la Mare de Déu i l'Àngel de l'Anunciació, Sant Pere, Sant Pau, Sant Joan Baptista i Sant Joan Evangelista, Sant Cristòfol i Sant Antoni Abat, evangelistes o un Calvari). Malauradament tota aquesta talla ornamental es troba en estat de degradació.
La torre campanar és de quatre cossos amb remat i decorada amb motius geomètrics.